# Abadía del Príncipe de la Paz
La Abadía del Príncipe de la Paz (en inglés: Prince of Peace Abbey ) antes llamado el priorato de San Carlos, es una abadía benedictina de la Iglesia Católica fundada en 1958 en Oceanside, en California, al oeste de los Estados Unidos.
Pertenece a la Congregación Suizo-estadounidense dentro de la Confederación Benedictina y cuenta con 25 monjes y dos solicitantes.
La abadía organiza retiros, gestiona una tienda de regalos y una librería.